# Сад імені Тараса Шевченка (Харків)
Сад імені Тараса Шевченка (колись Університетський сад) — ботанічна пам'ятка природи у центрі міста Харкова, один з найстаріших у місті.

## Загальні дані

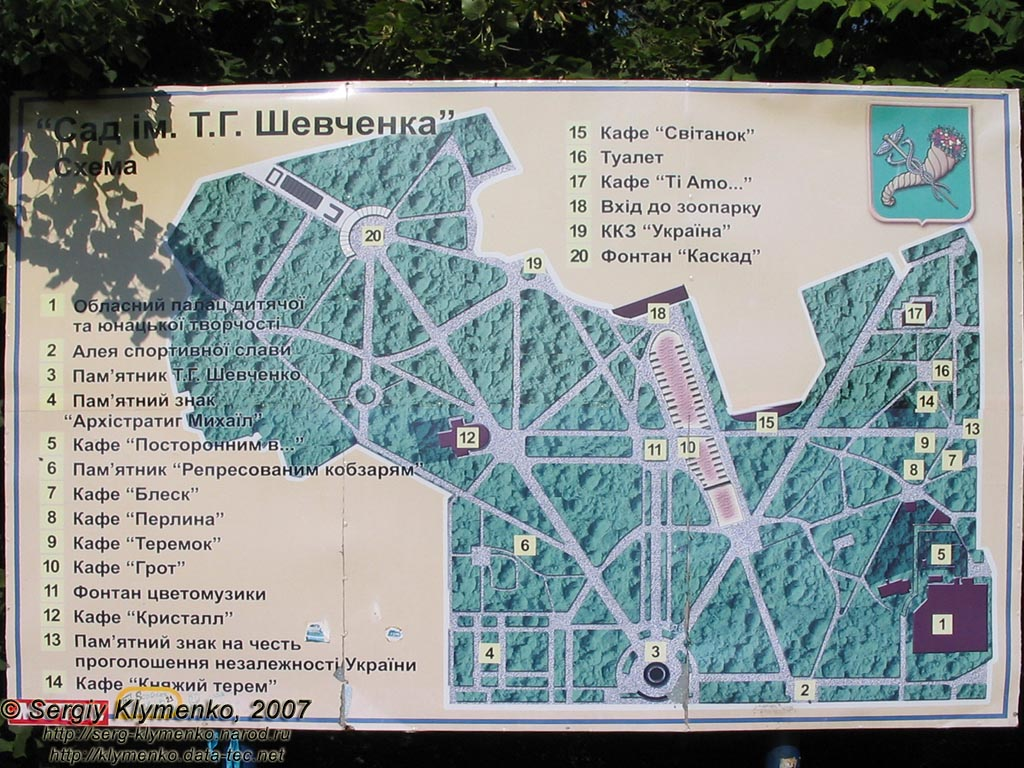
Схема Саду ім. Т. Г. Шевченка

Сад імені Тараса Шевченка (раніше Університетський) розташований у середмісті Харкова — на розі площі Свободи та вулиці Сумської.
Закладений він був са́ме як Університетський сад у 1804—06 роках, створювався у пейзажному (англійському) стилі.
Нині Сад імені Тараса Шевченка є ботанічною пам'яткою природи місцевого значення, об'єктом природно-заповідного фонду міста Харкова, що охороняється СКП «Харківзеленбуд». Створено цю пам'ятку рішенням облвиконкому від 3 грудня 1984 р. № 562.
Площа Саду імені Тараса Шевченка становить 0,75 га.

## Опис
Сад прикрашають близько 100 видів декоративних листяних і хвойних дерев, чагарників різних садових форм, яскраво оформлені численними видами квіткових рослин орнаментальні клумби, рабатки, партери, бордюри, квітники, панно, вази та інші форми зеленої архітектури, в центральній частині саду розташований фонтан.
Як пам'ятка природи Сад імені Тараса Шевченка включає 20 вікових дубів віком від 200 до 300 років, що є рештками корінних дубових пралісів, що в минулому росли біля міста.
У Саду розташовані декілька пам'яток, в тому числі визначник, міської скульптури, зокрема при вході на центральну алею з боку вулиці Сумської пам'ятник Тарасові Шевченку, що є одним з найкращих у світі, також пам'ятні знаки на честь проголошення незалежності України, репресованим кобзарям, бандуристам, лірникам, дарунок Києва на 250-річчя заснування Харкова фігура Архістратига Михаїла та пам'ятник 50-й паралелі. Також на території Саду містяться заклади культури та об'єкти дозвілля — академічний театр опери та балету, кіноконцертний зал «Україна», Обласний палац дитячої та юнацької творчості, вхід до зоопарку, Алея спортивної слави, численні кав'ярні і заклади харчування тощо.
У 2015 році було проведено капітальний ремонт фонтану у Саду імені Тараса Шевченка.
На початку травня 2016 року головний архітектор Харкова Сергій Чечельницький оголосив про наміри міської влади провести реконструкцію Саду імені Тараса Шевченка, в рамках якої його планується озеленити новими деревами, чагарниками, газонами і клумбами (зокрема, клумба в стилі українського орнаменту), реконструювати міст поблизу фонтану, замінити покриття доріжок, встановити нові світильники, урни, туалети, та провести водогін для поливу.

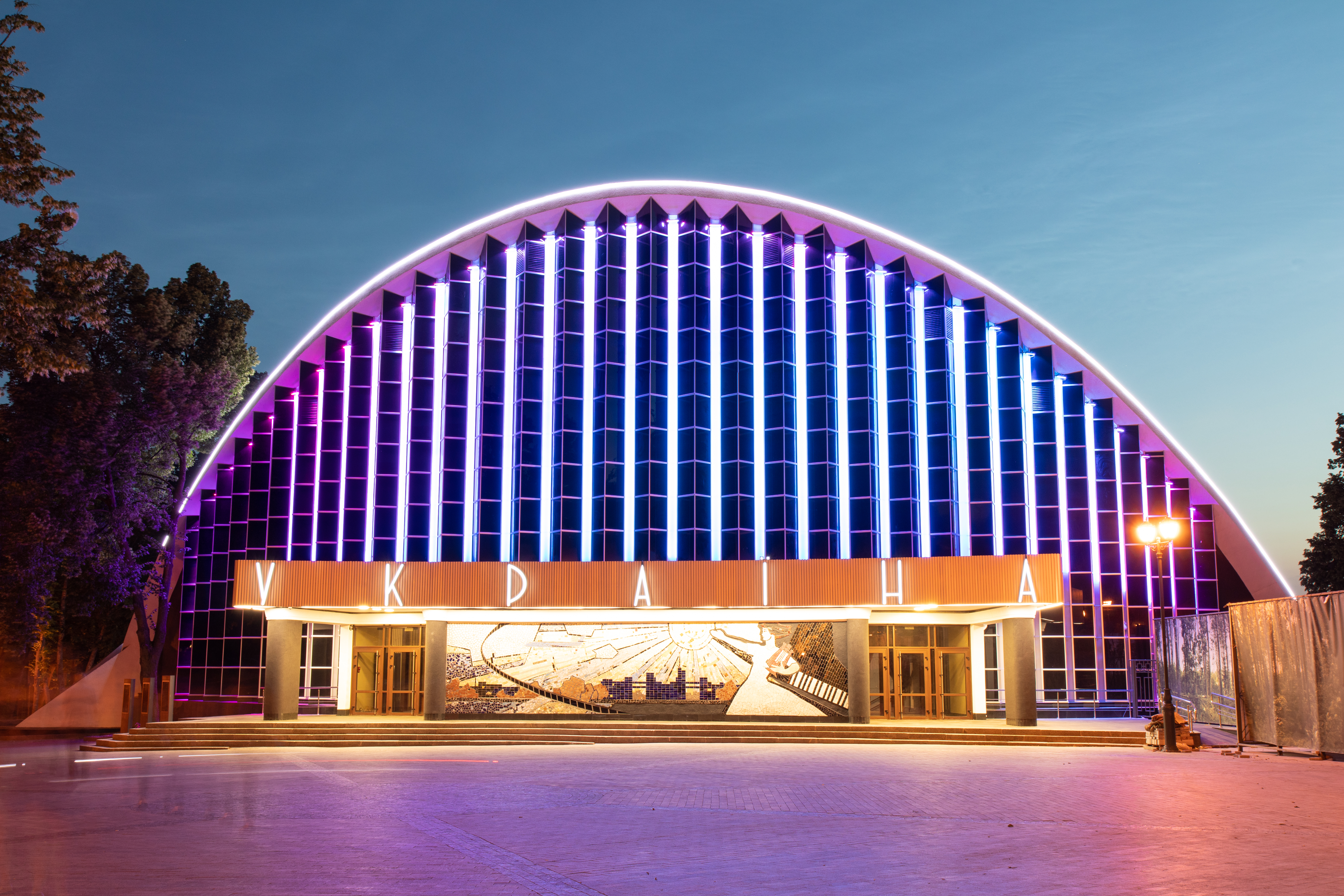
ККЗ «Україна» після реконструкції 2021 р.

## Пам'ятник Т.Г.Шевченку
Дивись основну статтю: Пам'ятник Тарасові Шевченку (Харків)
При вході на центральну алею саду з боку вул. Сумської знаходиться 16,5-метровий пам'ятник Т. Г. Шевченку, фасад якого звернений до Сумської. Автори — народний художник СРСР, заслужений діяч мистецтв УРСР, дійсний член Академії мистецтв СРСР скульптор Матвій Манізер і заслужений діяч мистецтв БРСР, доктор архітектури професор Йосип Лангбард. Споруджений за результатами Всесоюзного конкурсу 1934 року та відкритий 24 березня 1935 року на місці перенесеного до нового корпусу університету пам'ятника В. Н. Каразіну.
Постамент виготовлений з сірого лабрадору. На уступах архітектурної спіралі, що оточує одинадцятиметровий тригранний пілон з фігурою Т. Шевченка, розмістилися шістнадцять статуй, що втілили героїв творчості Кобзаря. Фігура Шевченка має висоту 5,5 м. Фігури, що оточують п'єдестал, удвічі менші від статуї Шевченка. Для створення скульптур М. Манізеру позували актори харківського театру «Березіль», згодом народні артисти СРСР Н. Ужвій, А. Бучма, І. Мар'яненко, О. Сердюк.
На момент відкриття пам'ятник Т. Г. Шевченку був найбільшою бронзовою композицією в СРСР. Для будівництва пам'ятника всього було привезено 75 вагонів будівельного матеріалу (зокрема, граніту), третину якого склав лабрадор.

## Дуб Василя Каразіна
Обхват 5 м, вік близько 400 років, висота 25 м. Росте в Харкові на території Саду Шевченка. Названий на честь В. Н. Каразіна, засновника Харківського універститету. Має статус ботанічної пам'ятки природи.

## Фотогалерея

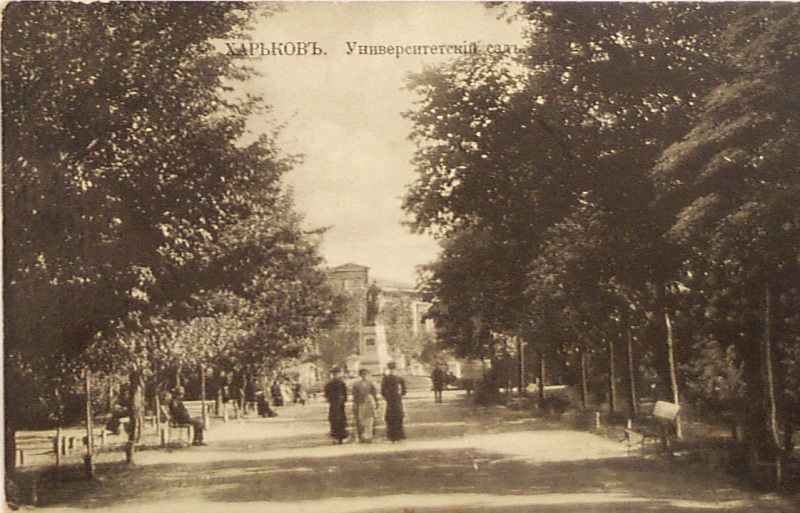
Університетський сад (вид із центру вбік Сумської), 1907-1917 рр.
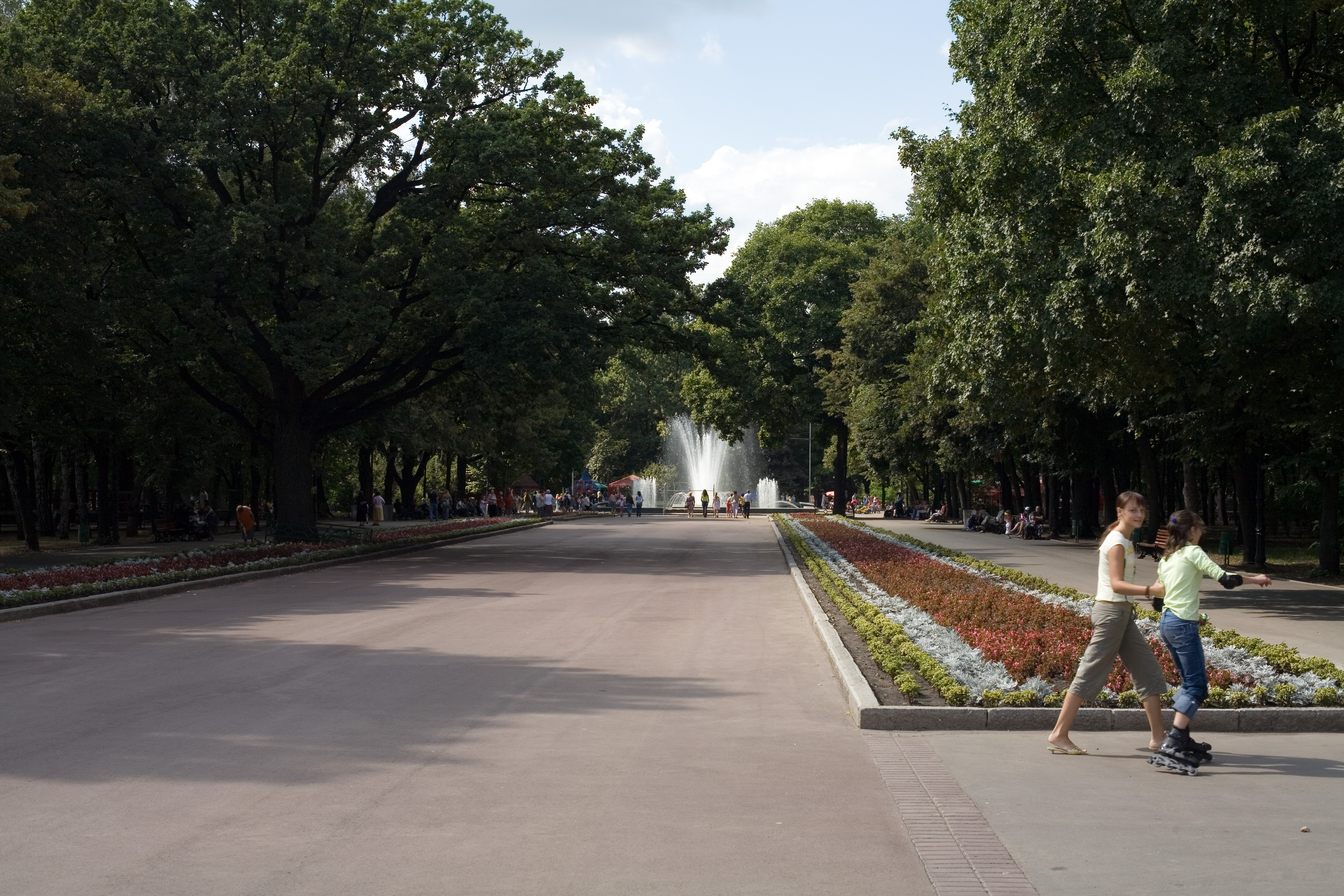
Центральна алея, 2006 рік
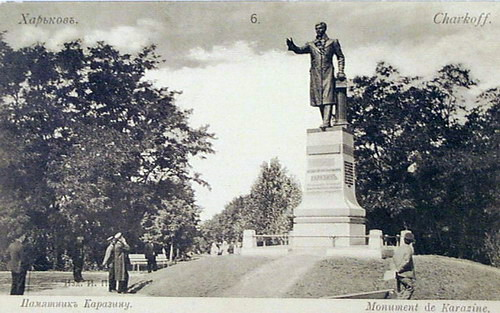
Пам'ятник В.Н. Каразіну (на місці сучасного пам'ятника Т.Г. Шевченку), 1907—17 рр. (тепер біля центрального входу головного корпусу університету)
Пам'ятник Т.Г. Шевченку
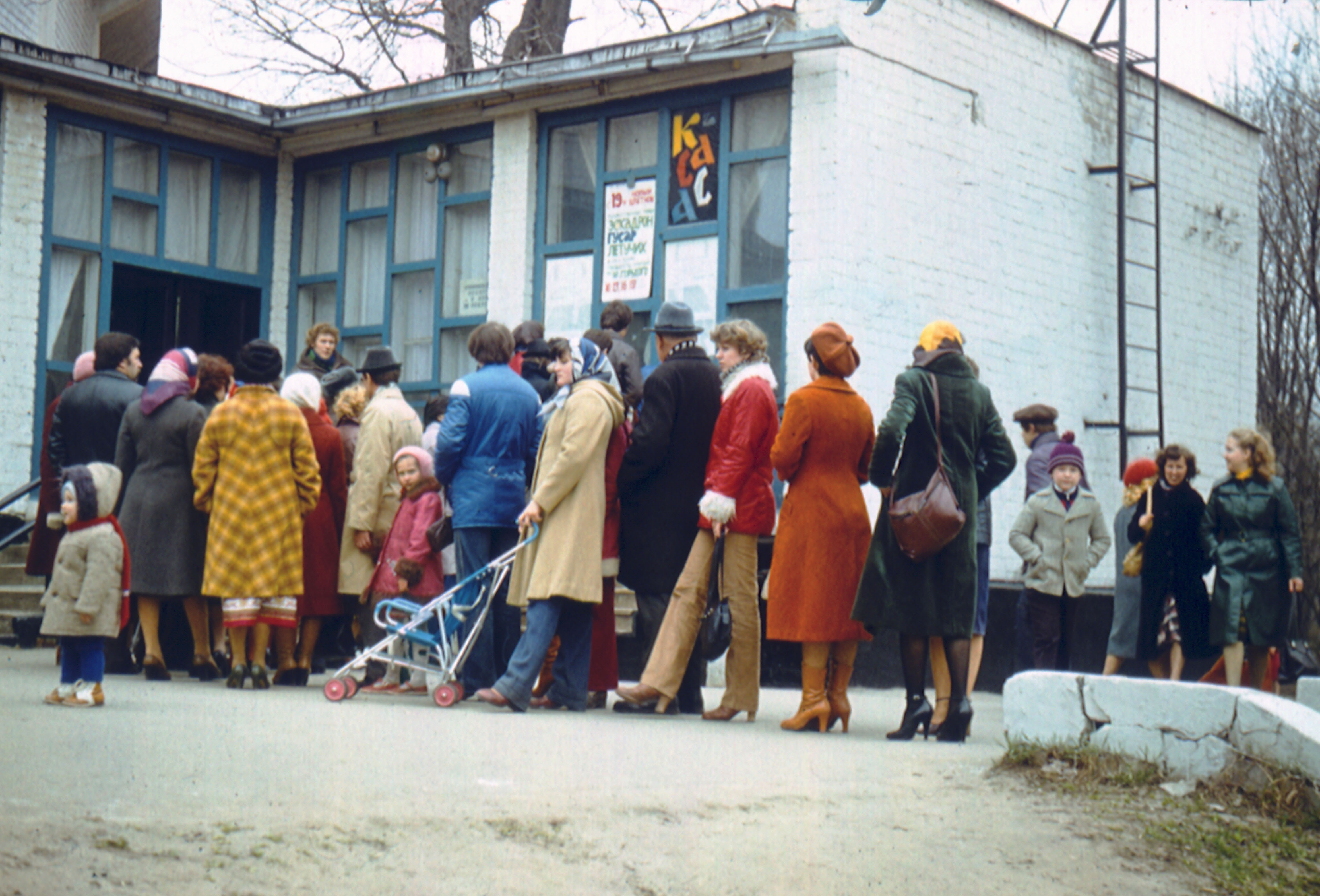
Черга охочих потрапити на сеанс до кінотеатру «Україна», поч. 1980-х рр.
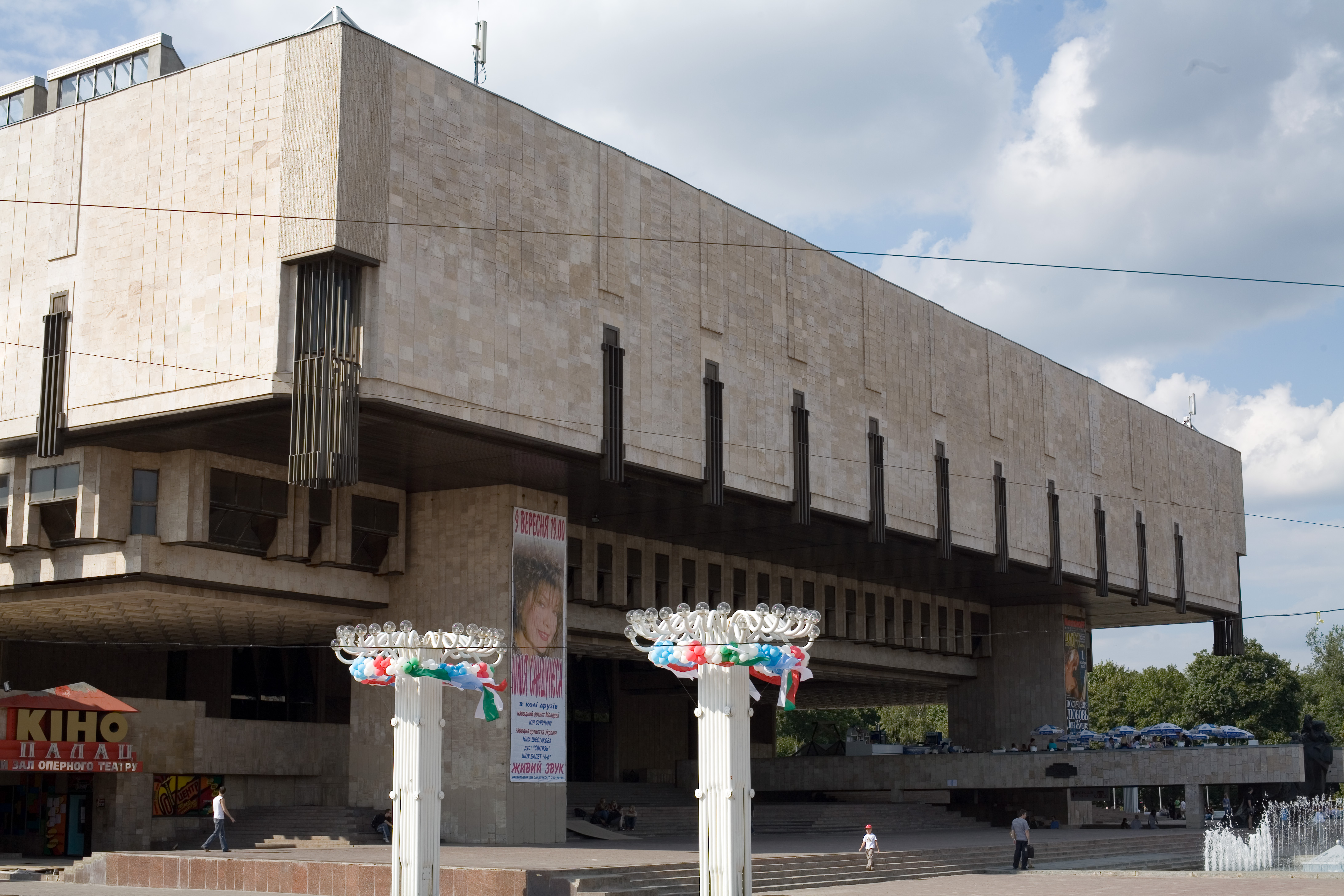
Будівля академічного театру опери та балету відділяє Сад від вул. Римарської
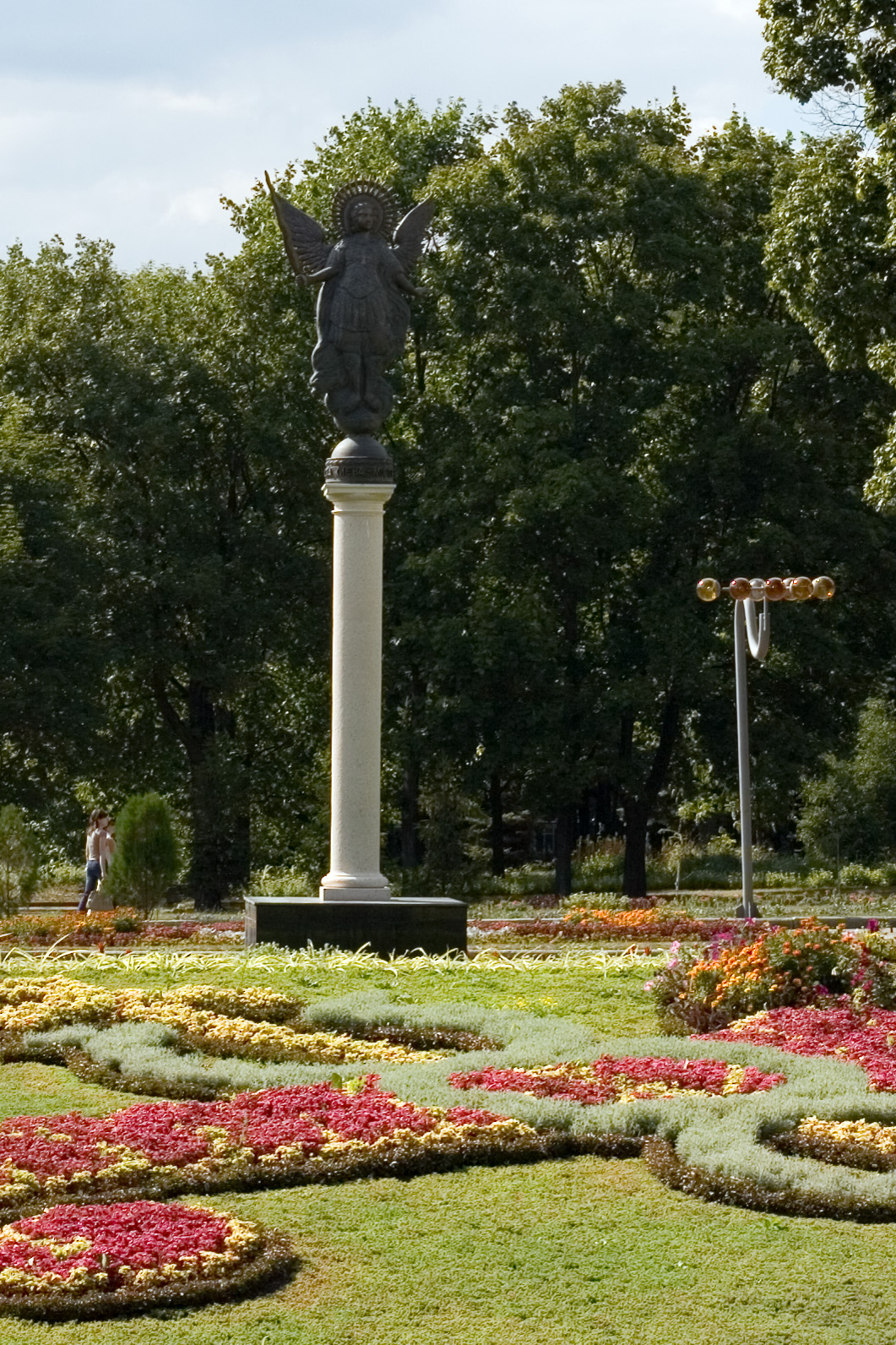
Статуя Архангела Михаїла, подарунок Києва до 350-річча Харкова
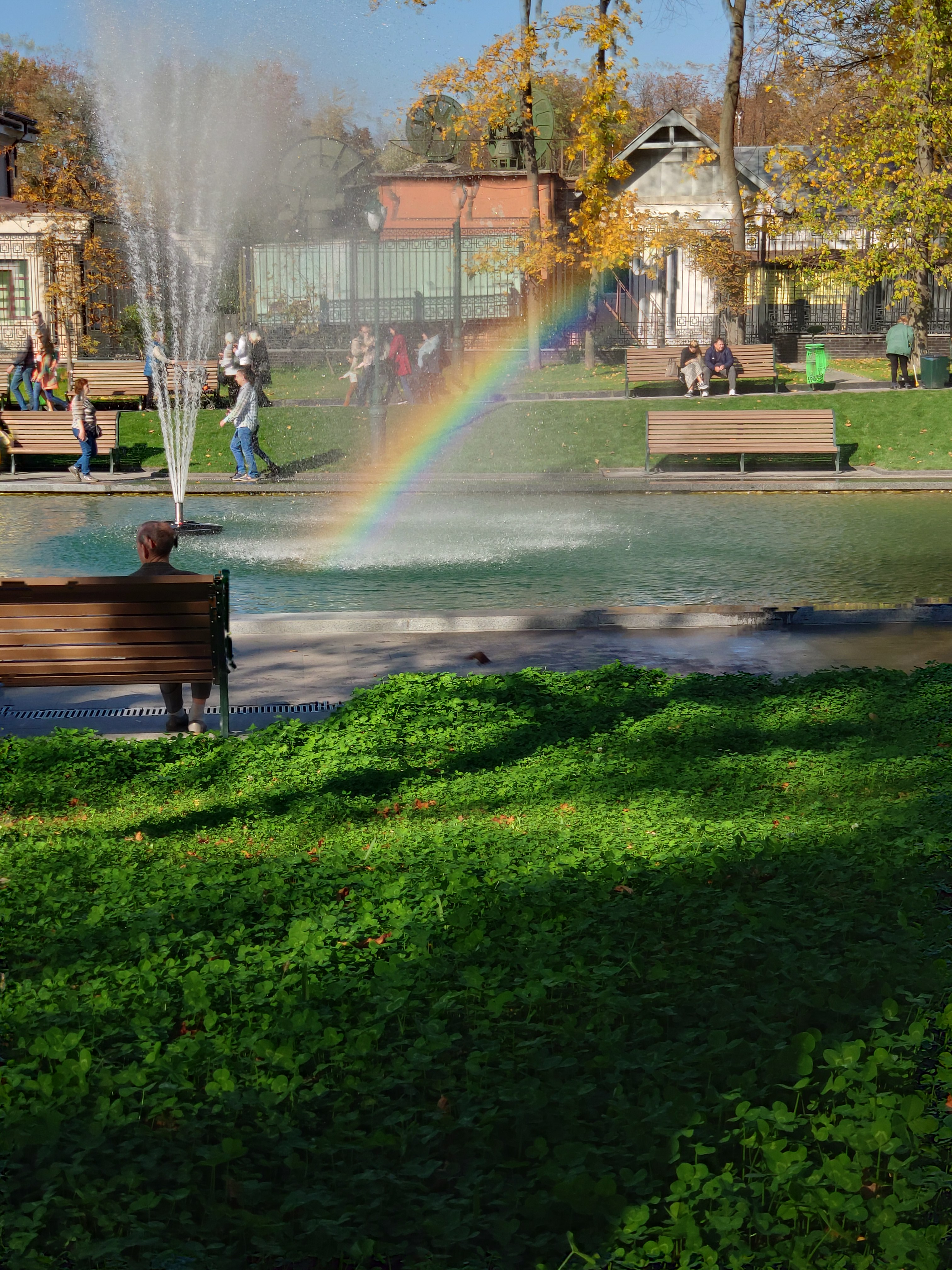
Фонтан в Саду Шевченка

## Фотогалерея заповідних дубів

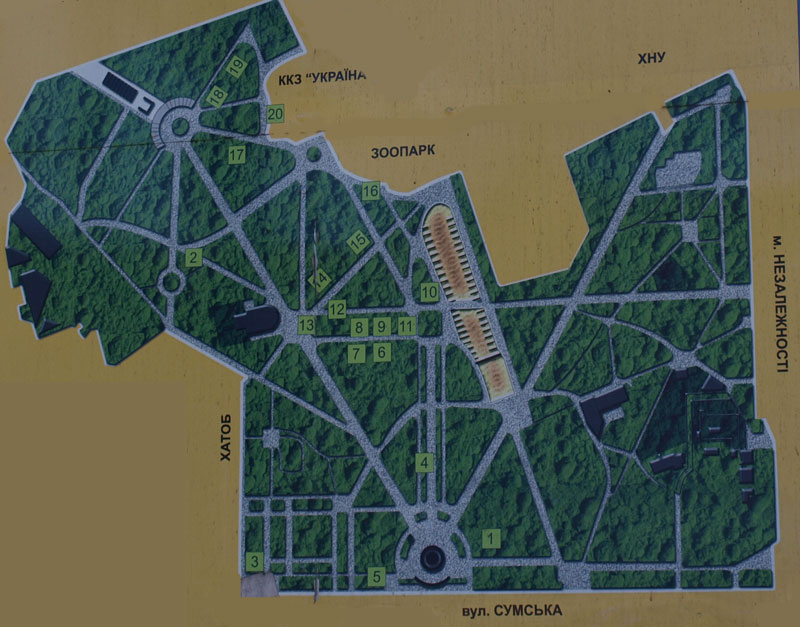
Схема розміщення двадцяти заповідних дубів
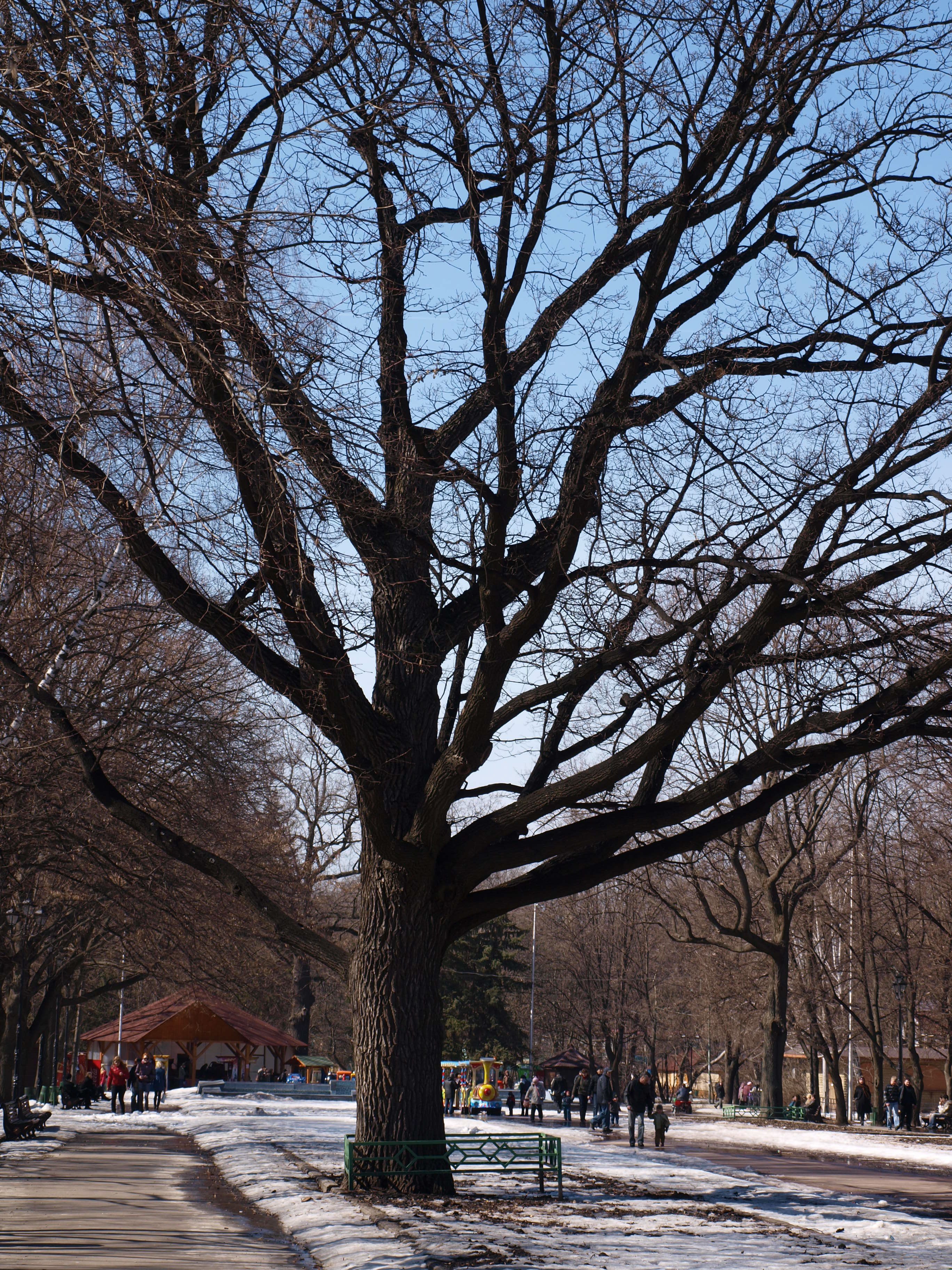
Дуб черешчатий (№4), 250 років
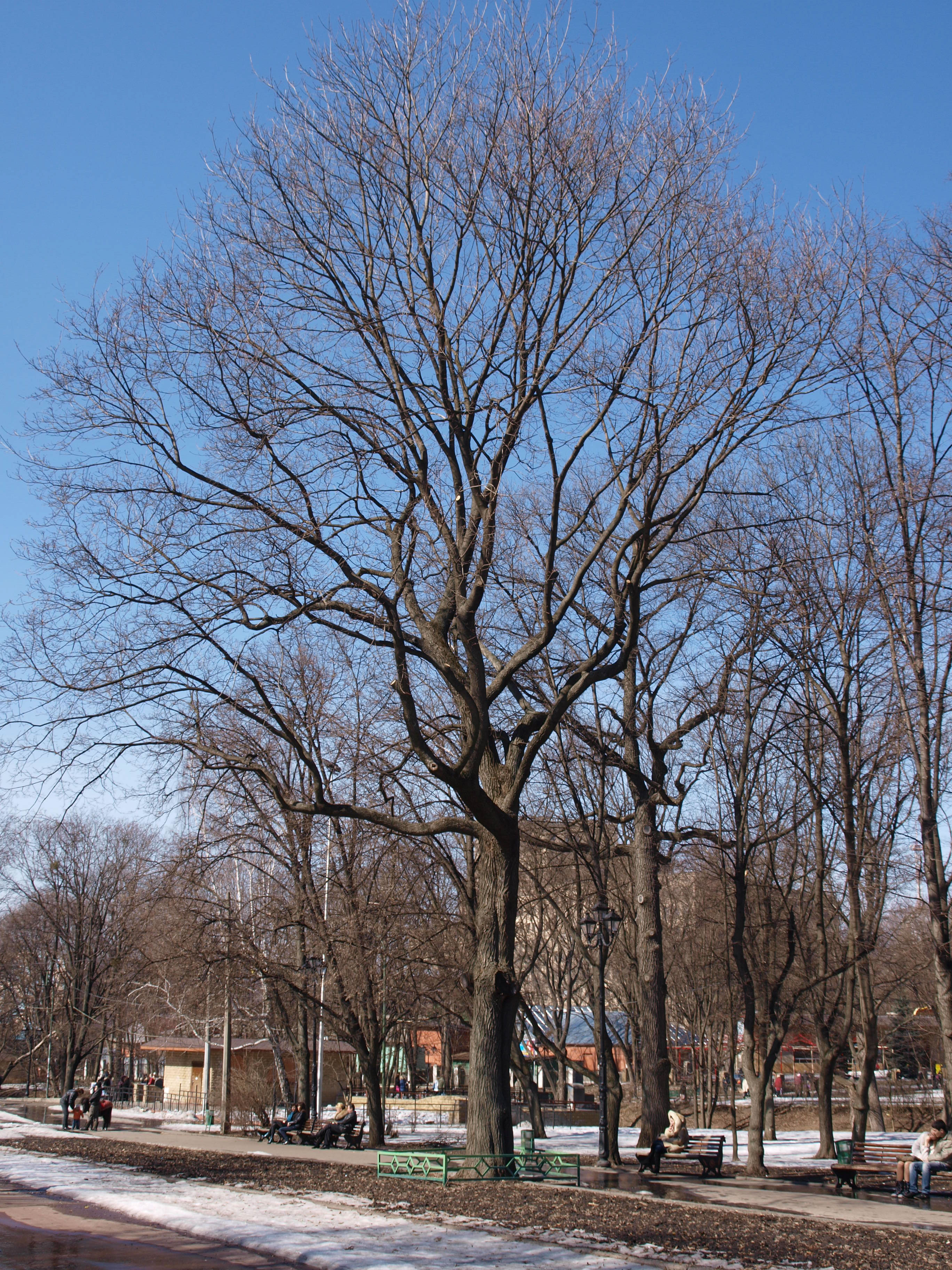
Дуб на центральній алеї
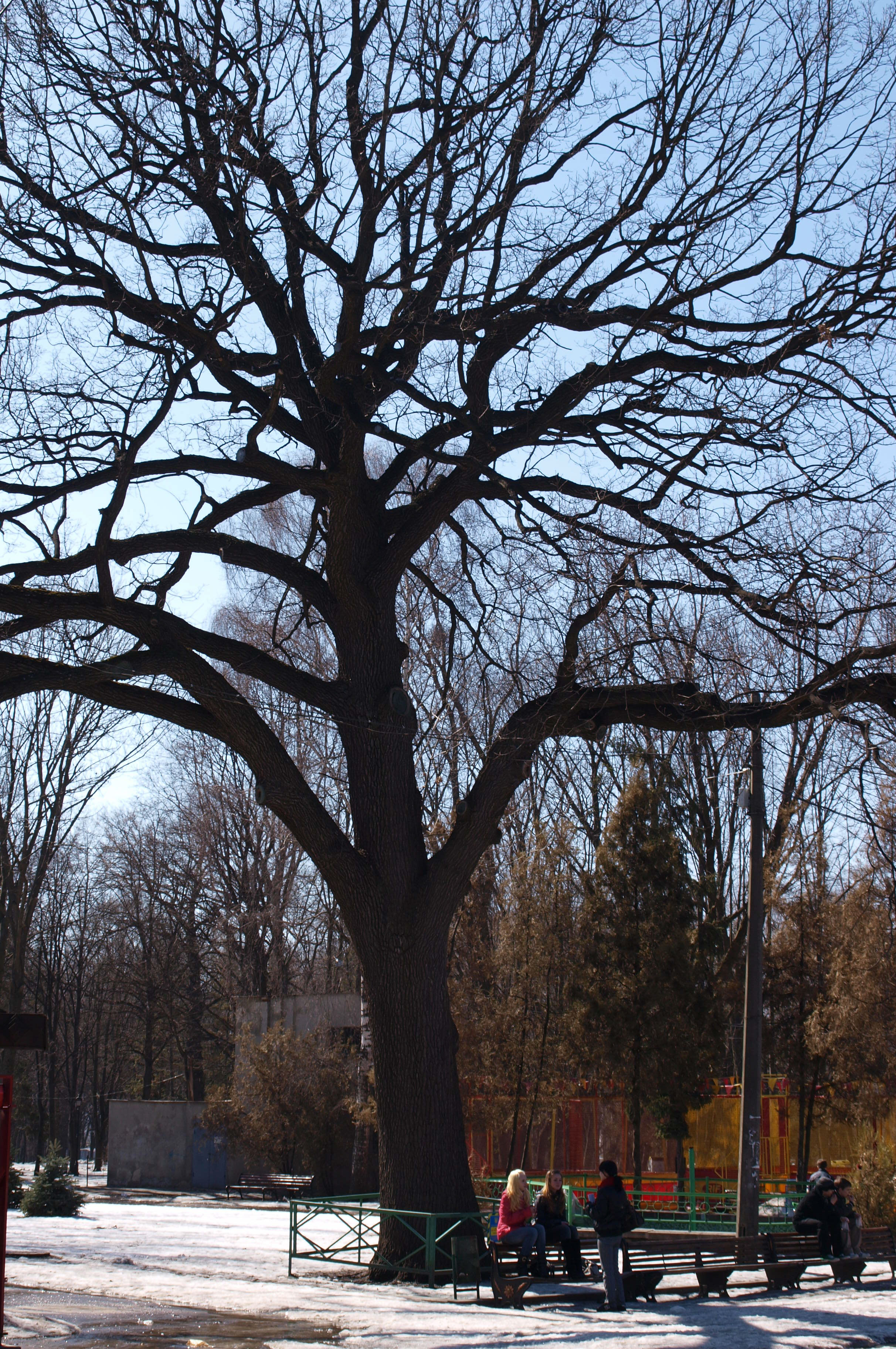
Дуб (№11)
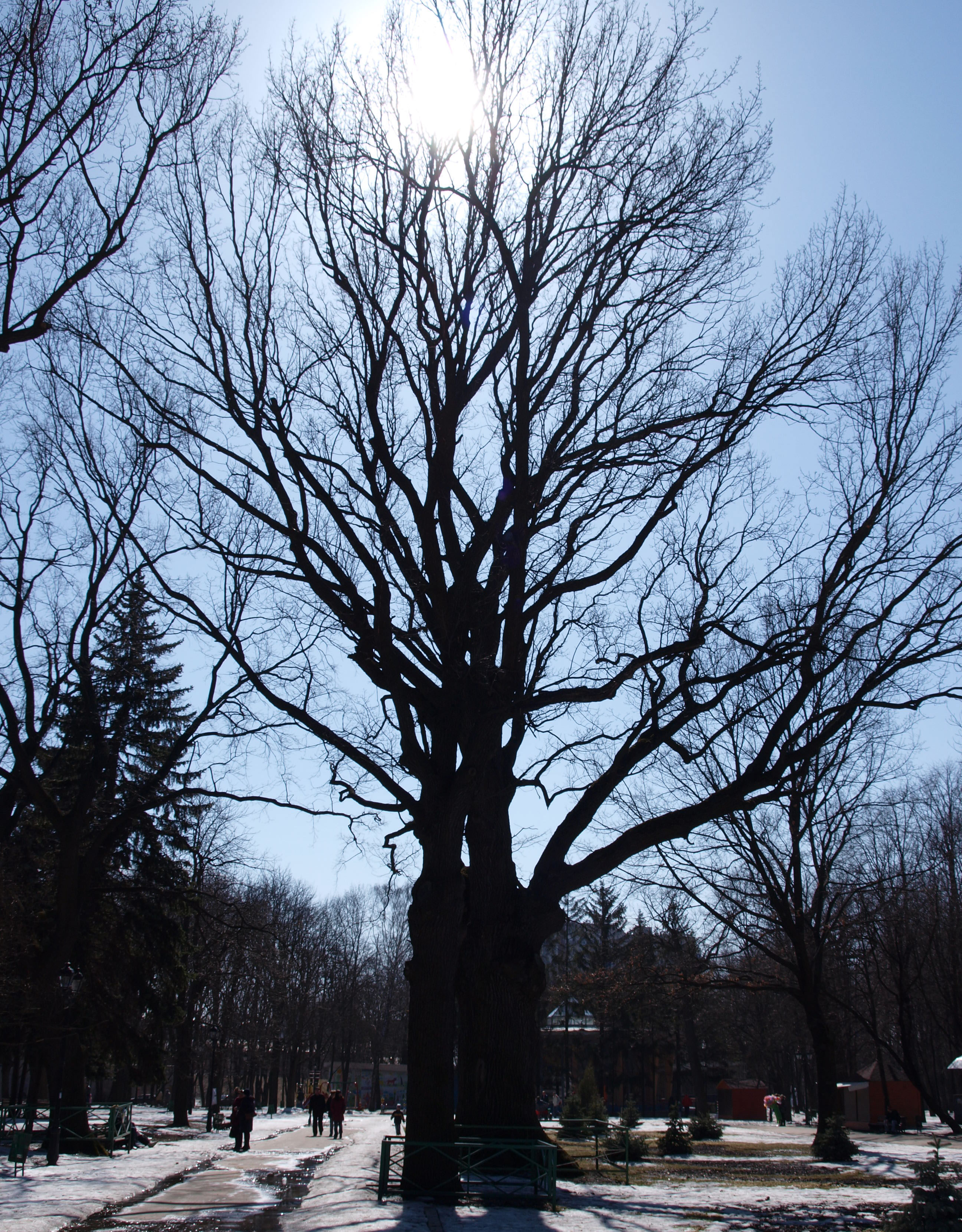
Дуби (№№8-9)